# Fanny Mills
Fanny Mills (30 de Agosto de 1860, Ohio - 1892) também conhecida como A menina pé grande de Ohio foi uma atriz circense norte americana que possuia uma doença chamada Doença de Milroy que causava grande inchaço em suas pernas, assim as tornando de tamanho gigantesco.

## Vida e Carreira
Fanny Mills, também conhecida como A Menina Pé Grande, nasceu em 1860, filha de imigrantes ingleses que se instalaram perto de Sandusky, no estado de Ohio nos EUA. Ela pesava cerca de 90 kg (metade do peso somente nas pernas).
Sua carreira nos Show de aberrações começou em 1885, quando esta começou a se apresentar em circos próximos de sua cidade, acompanhada de Mary Brown, sua enfermeira.
Na época, como forma de se aproveitar da imagem de Fanny, os empresários do ramo ofereceram 5 mil dólares e a posse de uma fazenda, para o homem que aceitasse se casar com ela, este homem foi William Brown, irmão de sua enfermeira Mary.
Em 1892 Fanny se aposentou dos espetáculos devido a uma outra doença desconhecida. Ela passou o resto de seus dias na fazenda de sua família e William, seu marido dedicado, permaneceu durante todo o tempo ao seu lado até a sua morte, em outubro do mesmo ano.